# Биотранзистор
Биотранзистор — это транзистор, основанный на использовании биологически активных полимеров. Используется в сенсорных элементах, биотехнике, медицине, энергетике.

## История создания
Использование биоматериалов в электронных системах было продемонстрировано различными исследовательскими группами.
Группа Facci’s в 2005 году предложила биотранзистор влажного типа, составленный из металлопротеинов. Металлопротеин имеет окислительно-восстановительную реакцию и естественную передачу электронов между молекулярным донором и акцептором. С тех пор биотранзисторы стали кандидатами для использования в биоэлектронике.
Группа Yang’s в 2006 году развила цифровое устройство памяти, состоящее из вируса табачной мозаики.
В 2006 году ученые из университета Огайо отслеживали изменение структуры молекулы хлорофилла А, выделенного из растений шпината. Затем внесли в неё дополнительный электрон, и смогли создать биологический переключатель, способный принимать четыре различных положения — от полностью вытянутого до скрученного. Ранее уже создали биотранзистор, однако значительно более простой, с 2 положениями.